# Baía de Sepetiba
Baía de Sepetiba är en vik i Brasilien.   Den ligger i delstaten Rio de Janeiro, i den sydöstra delen av landet, 900 kilometer sydost om huvudstaden Brasília. Vid viken finns stranden Praia de Sepetiba.